# Heligmomerus caffer
Heligmomerus caffer är en spindelart som beskrevs av William Frederick Purcell 1903. Heligmomerus caffer ingår i släktet Heligmomerus och familjen Idiopidae. Inga underarter finns listade i Catalogue of Life.